# Porro unum est necesarium
Porro unum est necesarium es una locución latina que significa "Una sola cosa es necesaria". La frase viene de las palabras de Jesucristo en el evangelio de san Lucas (Lucas10:42).
Jesús había ido a casa de Marta y María, hermanas de Lázaro. Mientras María, sentada a los pies de Cristo, escuchaba con unción la palabra divina, Marta se ocupaba solícita en los menesteres que exigía tal visita y dijo a Jesús: "Señor, ¿no te importa que mi hermana me deje servir sola? Dile pues, que me ayude.", a lo que Jesús respondió: "Marta, Marta, cuidadosa estás, y con las muchas cosas estás turbada:
Pero una sola cosa es necesaria; y María escogió la  mejor parte, la cual no le será quitada."
Esta frase se ha usado muchas veces aplicándola a muy diferentes asuntos.